# الجسر (مسلسل 2022)
الجسر هو مسلسل تلفزيوني مصري من صنف الدراما والخيال العلمي، من إخراج بيتر ميمي وبطولة عمرو سعد ونيللي كريم. أنتج العمل في 6 حلقات سنة 2022، وعرض على منصة شاهد.نت في 18 يناير 2022.

## القصة
تظهر نيللي في دور زعيمة مستعمرة تستولى على المنطقة التي تعيش فيها، وتدخل في صراعات بعدها مع عمرو سعد، لتتوالى الأحداث في إطار من الفانتازيا، حول ما وصل إليه البشر بعد إنتهاء الحياة على كوكب الأرض.